# Rocca di Cefalù
La rocca di Cefalù, chiamata localmente in cefaludese u castieḍḍu, è una rupe alta 268 metri che sormonta Cefalù.

## Sito
Alla base della rocca principalmente sul lato nord ed est si sviluppa l'abitato storico di Cefalù. La parte inferiore occidentale invece è caratterizzata dai ruderi di una serie di mulini e condutture forzate che raccoglievano e sfruttavano l'acqua che scendeva da quel versante. Da questo lato s'inerpica il sentiero, fortificato nel medioevo, che permette di salire sulla rocca.
Il perimetro a mezza costa della rocca è tutto cintato da mura merlate risalenti al medioevo e ultimate nella parte più recente nel XV secolo. Sul lato occidentale delle mura si apre la porta cui arriva il sentiero d'accesso. Sempre a mezza costa ma nel piccolo altipiano interno della rocca vi sono dei resti di una costruzione megalitica risalente al IX secolo a.C. chiamata tempio di Diana. Nella parte volta a nord delle mura, affacciate a precipizio immediatamente sopra il Duomo di Cefalù e sopra tutto l'abitato è stata eretta una croce in metallo alta diversi metri che di notte si illumina a dominare il panorama.
Sulla cima vi sono i resti di un castello medievale risalenti al XIII-XIV secolo che danno localmente il nome a tutta la rocca chiamata u castieḍḍu.

## Mito
La Rocca di Cefalù è interessata dal mito di Dafni che dopo aver giurato di essere fedele ad una ninfa, venne sedotto da ubriaco e per questa ragione accecato. Dafni quindi decise di uccidersi gettandosi dalla Rocca di Cefalù. Secondo un’altra versione Zeus l’avrebbe poi trasformato in Rocca per salvarlo.

## Sito di interesse comunitario
La rocca di Cefalù fa parte dei siti di interesse comunitario della Sicilia (S.I.C) regolati e tutelati dalla direttiva comunitaria n. 43 del 21 maggio 1992, (92/43/CEE) Direttiva del Consiglio relativa alla conservazione degli habitat naturali e seminaturali e della flora e della fauna selvatiche nota anche come Direttiva "Habitat", recepita in Italia a partire dal 1997.